# Pane parruozzo
Il pane parruozzo (termine derivante da "pane rozzo") è un tipo di pane tipico di Teramo.
Di colore giallino per via dell'impasto di farina di mais.
Viene confezionato in piccole pagnottine da mezzo chilo e solitamente si accompagna a verdure cotte.